# Ferrari 500 Mondial

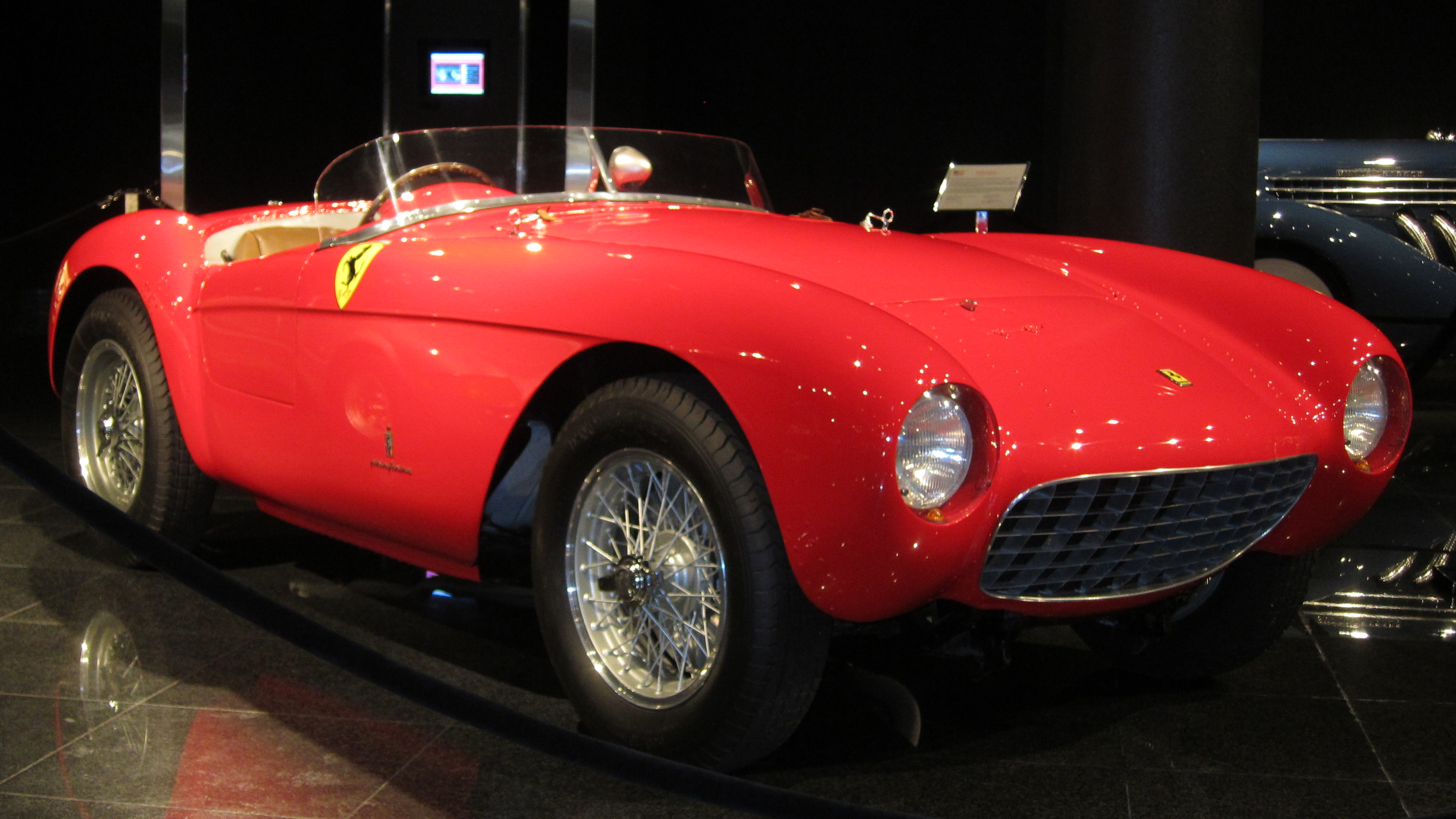
Ferrari 500 Mondial uit 1954

De Ferrari 500 Mondial is een raceauto die racete tussen 1954 en 1956, in de tweeliterklasse.
De auto heeft een 1985 cc viercilinder motor, ontwikkeld door Aurelio Lampredi, die in 1952 en 1953 in de Ferrari 500 de formule 2 titel won. Deze motor, in combinatie met een 5-versnellingsbak geeft de auto een topsnelheid van 236 km/u.
Er zijn 16 van deze spyders gemaakt. 
Gelijk de eerste race waarin de auto werd ingezet, de 12 uur van Casablanca in december 1953, werd de auto eerste in zijn klasse en tweede algemeen. De grootste competitiesuccessen zijn een tweede plaats in de Mille Miglia van 1954 en een klasse overwinning in de 12 uur van Sebring. 